# 国分 (市川市)
国分（こくぶん）は千葉県市川市にある地名。現行行政地名は国分一丁目から国分七丁目。郵便番号は272-0834。下総国分寺の置かれた場所である。

## 地理
市川市北部に位置する。地域内は住宅街と林、農地が混在しており、下総国分寺等の寺社が所在する。主には外環道以西の低地(1〜4丁目)は古くからの住宅街、高台(4,5丁目)は畑を中心とした農地や山林、外環道以東(6,7丁目)は北部に位置する堀之内と同様、水田を転換した畑が広がっている。
東部には東京外環自動車道が通り市川北インターチェンジが置かれている。また、市内の菅野、八幡、真間などと共に文学者や小説家、作家に縁のある地で、小説家・劇作家である井上ひさしが居住していた。
一丁目に東京東信用金庫市川支店、三丁目に下総国分寺、四丁目に和洋国府台女子中学校、六丁目に市川国分郵便局がある。
東は東国分、西は国府台、南は須和田・真間、北は中国分・堀之内と接している。

### 地価
住宅地の地価は、2024年（令和6年）1月1日の公示地価によれば、国分1-6-14の地点で19万1000円/m2となっている。

## 歴史

### 沿革
- 1869年（明治2年） - 葛飾県葛飾郡国分村となる。
- 1871年（明治4年） - 廃藩置県、県の統合により印旛県葛飾郡国分村となる。
- 1873年（明治6年） - 県の統合及び、郡の分割により千葉県東葛飾郡国分村となる。
- 1889年（明治22年） - 東葛飾郡須和田村、曽谷村、稲越村、下貝塚村と合併し、東葛飾郡五常村大字国分となる。
- 1890年（明治23年）5月23日 - 五常村が国分村に村名を変更。東葛飾郡国分村大字国分となる。
- 1934年（昭和9年）11月3日 - 市川町、八幡町、中山町と合併、市制施行。市川市大字国分となる。
- 1951年（昭和26年）12月1日 - 市内の大字を町に変更。それに伴い、市川市国分町となる。
- 1966年（昭和41年）4月1日 - 国分町の一部で住居表示施行。
- 1971年（昭和46年）9月29日 - 国分町の残部で住居表示施行。市川市国分一丁目 - 八丁目となる。

### 地名の由来
当地に置かれた「下総国分寺」から。

## 世帯数と人口
2017年（平成29年）9月30日現在の世帯数と人口は以下の通りである。
| 丁目       | 世帯数    | 人口    |
| ---------- | --------- | ------- |
| 国分一丁目 | 596世帯   | 1,367人 |
| 国分二丁目 | 596世帯   | 1,340人 |
| 国分三丁目 | 596世帯   | 1,476人 |
| 国分四丁目 | 395世帯   | 906人   |
| 国分五丁目 | 282世帯   | 664人   |
| 国分六丁目 | 95世帯    | 235人   |
| 国分七丁目 | 124世帯   | 258人   |
| 計         | 2,684世帯 | 6,246人 |

## 小・中学校の学区
市立小・中学校に通う場合、学区は以下の通りとなる。
| 丁目       | 番地             | 小学校               | 中学校               |
| ---------- | ---------------- | -------------------- | -------------------- |
| 国分一丁目 | 全域             | 市川市立国分小学校   | 市川市立第二中学校   |
| 国分二丁目 | 全域             | 市川市立国分小学校   | 市川市立第二中学校   |
| 国分三丁目 | 全域             | 市川市立国分小学校   | 市川市立第二中学校   |
| 国分四丁目 | 1～6番           | 市川市立国府台小学校 | 市川市立第一中学校   |
| 国分四丁目 | 7～22番          | 市川市立国分小学校   | 市川市立第二中学校   |
| 国分五丁目 | 全域             | 市川市立国分小学校   | 市川市立東国分中学校 |
| 国分六丁目 | 1～12番 14～16番 | 市川市立国分小学校   | 市川市立東国分中学校 |
| 国分六丁目 | 13番 17～25番    | 市川市立中国分小学校 | 市川市立東国分中学校 |
| 国分七丁目 | 全域             | 市川市立中国分小学校 | 市川市立東国分中学校 |

## 施設

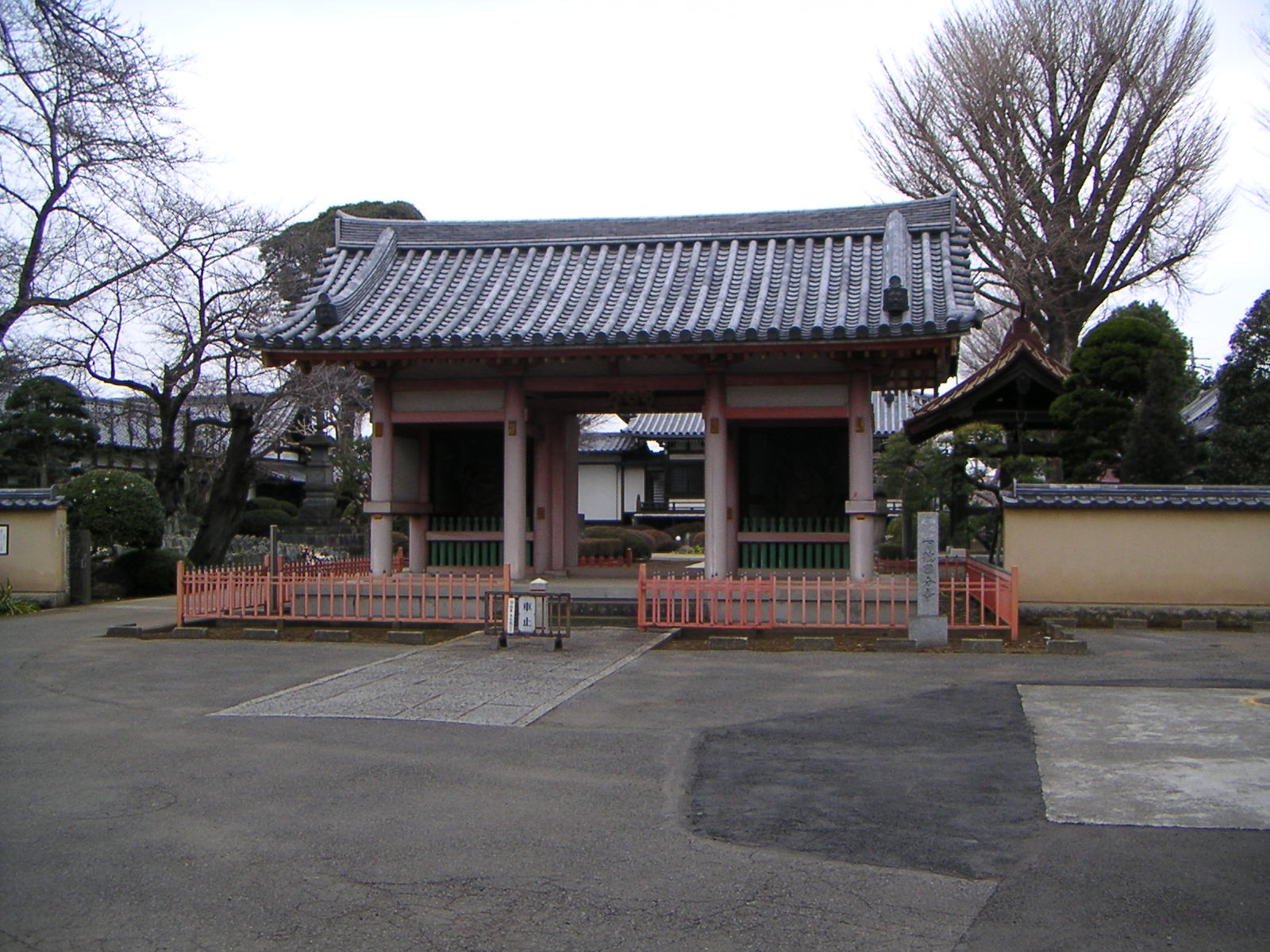
下総国分寺南大門

- いなほ幼稚園
- 市川東学院三愛幼稚園
- 和洋国府台女子中学校
- 市川国分郵便局
- 下総国分寺
- 日枝神社
- 龍珠院
- 笠園寺
- 経王寺
- 道の駅 いちかわ